# Apache Mahout
Apache Mahout est un projet de la fondation Apache visant à créer des implémentations d'algorithmes d'apprentissage automatique distribués. D'abord développé au-dessus de la plate-forme Hadoop,, Mahout a ensuite utilisé Apache Spark. Mahout est encore en cours de développement ; le nombre d'algorithmes implémentés a rapidement augmenté, mais certains manquent encore.
Même si les algorithmes principaux proposés par Mahout pour faire du partitionnement de données et de la classification automatique sont implémentés avec Apache Hadoop en utilisant le paradigme MapReduce, les contributions ne sont pas restreintes à une base Hadoop, mais peuvent aussi être non distribuées ou utiliser un cluster ne tournant pas sur Hadoop. Cela permet l'intégration de projets externes dans Mahout.